# Episema

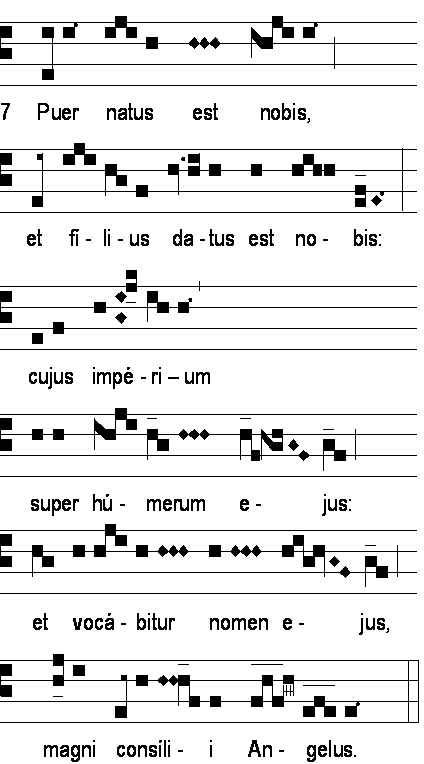
L'intruitus Puer natus est. Notare i numerosi episemi orizzontali e punti mora.

L'episema (dal greco ἐπίσημον, segno distintivo) è un piccolo tratto della notazione musicale utilizzato nel canto gregoriano messo di contorno ad un neuma.
Ritmicamente vuole indicare una particolarità della melodia che i musicisti moderni chiamerebbero agogica. 

L'episema non viene mai utilizzato per ragioni musicali puramente estetiche, ma per evitare una declamazione furtiva del testo che rischierebbe di non essere pienamente compreso e meditato senza questo rallentamento. La sua utilità quindi è quella di far attirare l'attenzione sulla parola cantata.
Pes episemato  nella notazione sangallese.
L'episema è ben conosciuto ed utilizzato nella notazione sangallese, mentre è sconosciuto nella notazione di Laon che viene rimpiazzato con la littera a (per augere aumentare).

In certi codici come l'antifonario di Montpellier, gli episemi della notazione alfabetica sostituiscono, talvolta, la lettera che esprime il grado inferiore del semitono.
Le indicazioni ritmiche introdotte da Solesmes nella nuova grafia quadrata sono:
- l'episema orizzontale.  Si tratta di un tratto orizzontale al di sopra di una nota o di un neuma, o talvolta al di sotto.  Significa che questo elemento deve essere allargato, cioè interpretato con un leggero accento di durata.
- l'episema verticale.  È un tratto verticale sotto una nota, o talvolta al di sopra. Indica che questa nota è un appoggio ritmico.
- il punto mora (punctum mora).  È un punto che segue una nota. Mostra che questa nota è un elemento ritmico autonomo. La sua durata è dunque all'incirca il doppio di quella di una nota normale.

Con l'aggiunta di questo segno, il notatore vuole sottolineare l'importanza di quel suono, o di quella sillaba se si tratta di un neuma monosonico, e quindi viene distinta graficamente dalla notazione corsiva che ha un andamento ed un ritmo che richiede una minore attenzione. Non a caso le parole episemate sono delle parole "chiave", come Deus, Dominus o Christus, sulle quali viene richiesta una maggiore riflessione.

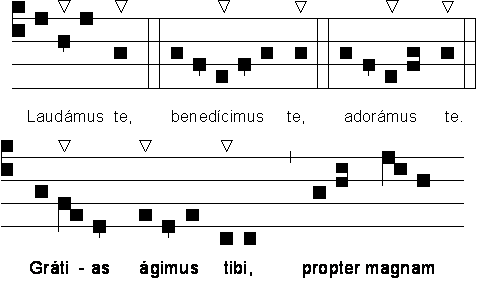
Episemi verticali nel Gloria della Messa X Alme Pater.

L'aggettivo corrispondente è episematico.